# 카이로 국제 스타디움
카이로 국제 스타디움(아랍어: ستاد القاهرة الدولي)은 이집트 카이로에 위치한 다목적 경기장으로, 아랍 국가에 있는 경기장에서 가장 큰 경기장이다. 알아흘리와 자말레크 SC, 이집트 축구 국가대표팀의 홈구장으로 사용되고 있으며 75,000명을 수용할 수 있다. 1958년 기공식을 가졌으며 1960년 7월 23일 가말 압델 나세르 대통령의 취임식과 1952년 이집트 혁명 발발 8주년 기념식에 맞춰 개장했다.

## 대회
- 1991년 올아프리카 게임 주경기장
- 2006년 아프리카 네이션스컵
- 2009년 FIFA U-20 월드컵
- 2019년 아프리카 네이션스컵

## 기록

### 2026년 FIFA 월드컵 아프리카 지역 예선
| 날짜             | 팀 1   | 스코어 | 팀 2       | 라운드 |
| ---------------- | ------ | ------ | ---------- | ------ |
| 2023년 11월 16일 | 이집트 | 6 - 0  | 지부티     | A조    |
| 2023년 11월 20일 | 지부티 | 0 - 1  | 기니비사우 | A조    |